# Dar Bel-Cadi
Pour les articles homonymes, voir Cadi (homonymie).
Le Dar Bel-Cadi est une demeure de la médina de Tunis située sur la rue du Divan. Elle abrite de nos jours une chambre d'hôtes.

## Histoire
Connue également sous le nom de Dar El Ouzir, elle occupait jadis les deux bords de la rue du Divan. Elle est achetée en 1910 par la famille Belcadi qui l'occupent jusqu'en 1996. Elle est amputée du rez-de-chaussée en 1963.
Actuellement, elle sert de maison d'hôtes sous le nom de La Chambre bleue.